# 바루미니
바루미니(Barumini, 사르데냐어: Barùmini)는 이탈리아 사르데냐 주 수드사르데냐도에 있는 코무네로, 칼리아리 북쪽으로 약 50 킬로미터 (31 mi), 산루리 북동쪽으로 약 15 킬로미터 (9 mi) 떨어져 있다.
바루미니는 다음 코무네들과 경계를 이룬다: 제르제이, 제스투리, 라스 플라사스, 투일리, 빌라노바프랑카.
유네스코 세계유산에 등재된 수 누락시 디 바루미니 누라게 단지가 이곳에 있다.

## 사진

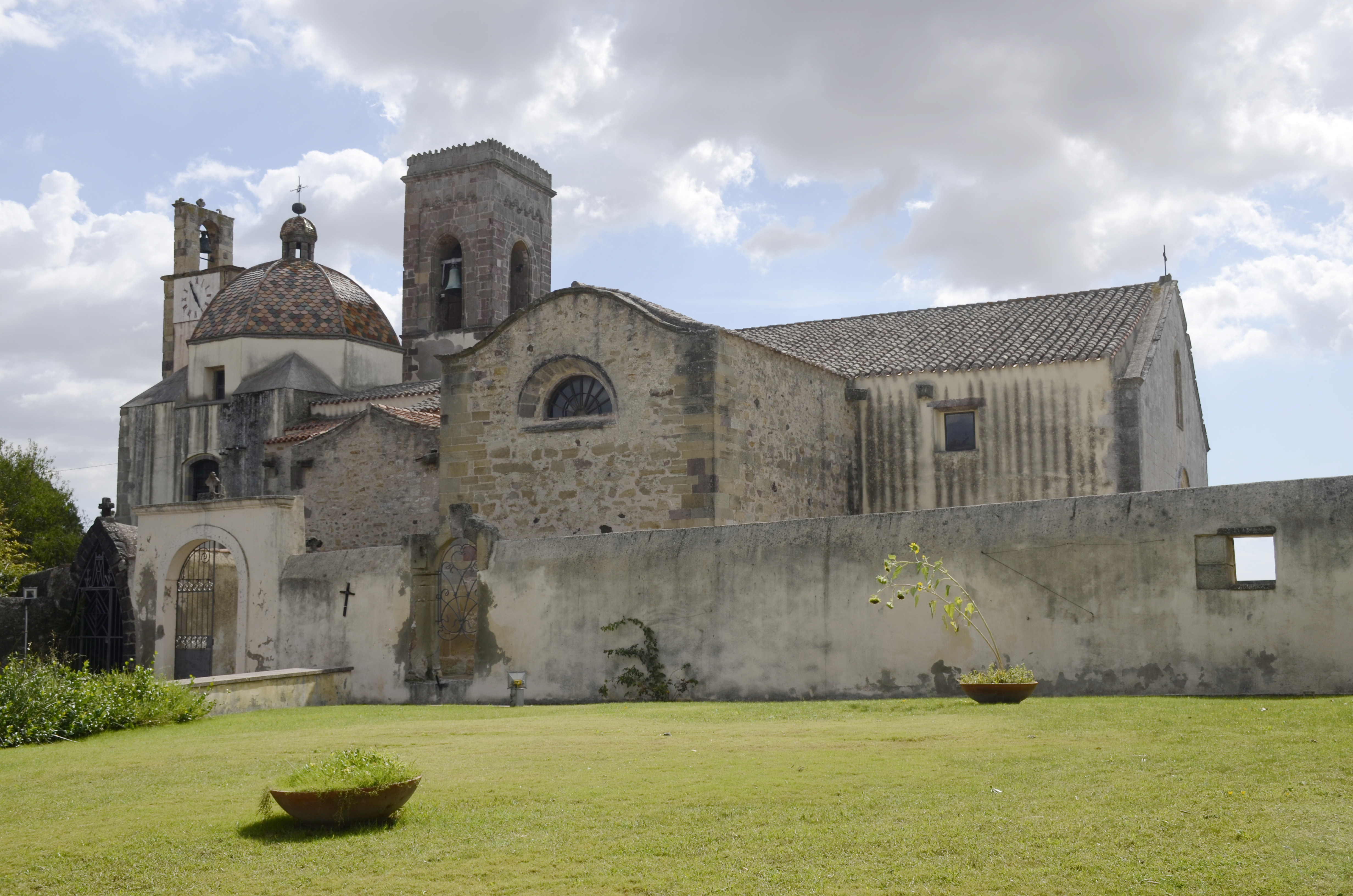
원죄 없는 동정녀 성당
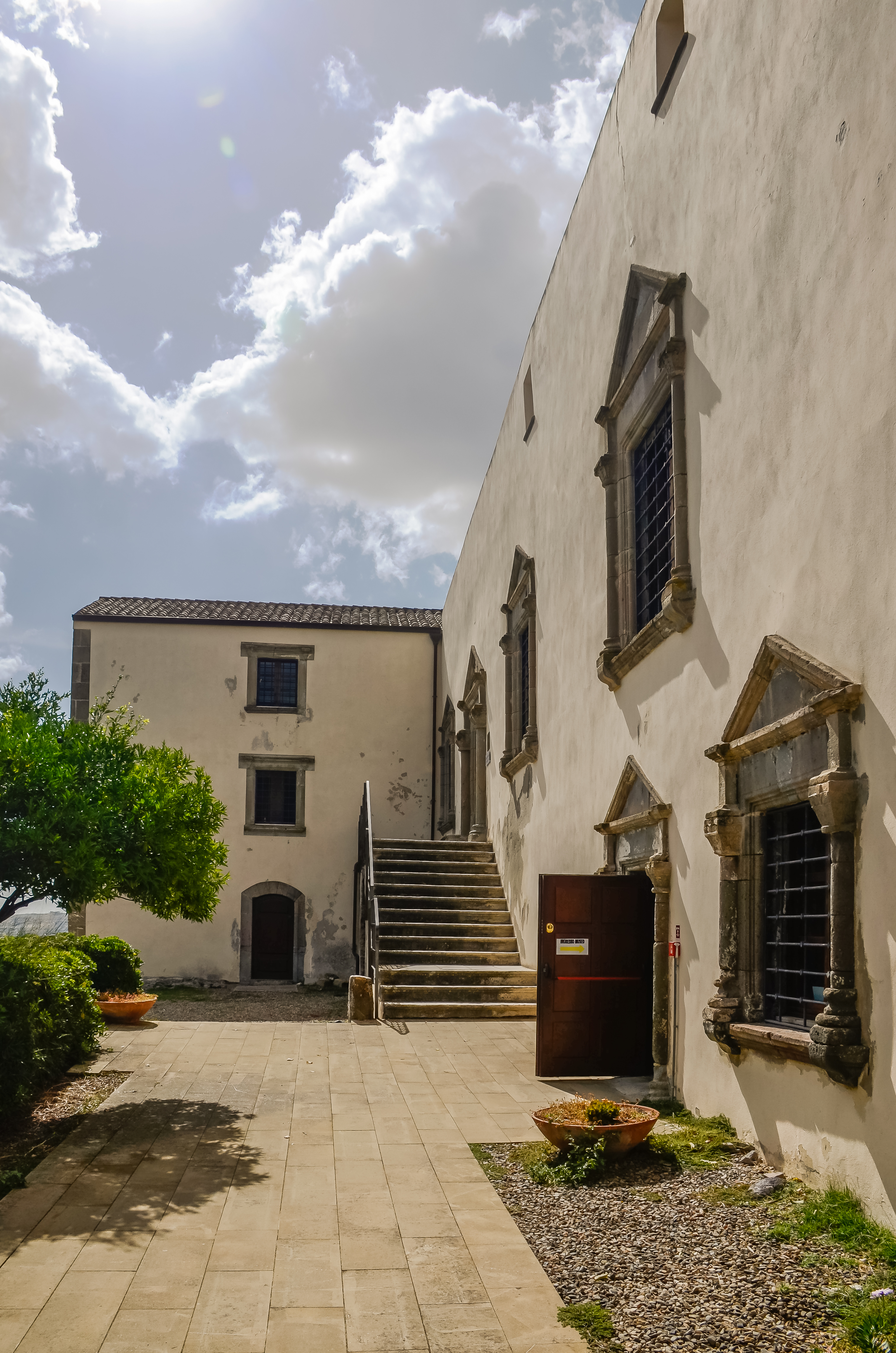
차파타 궁전
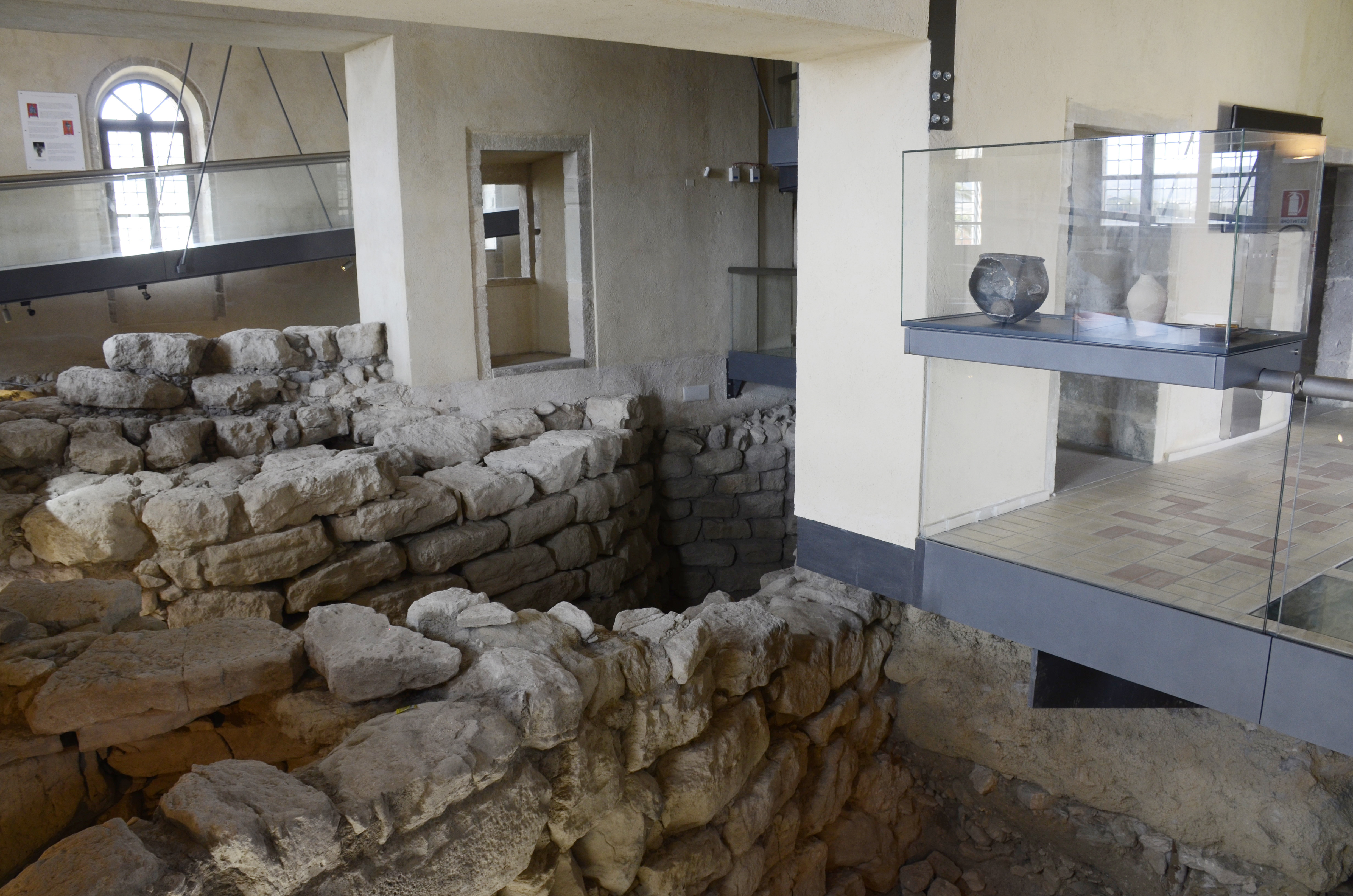
차파타 궁전
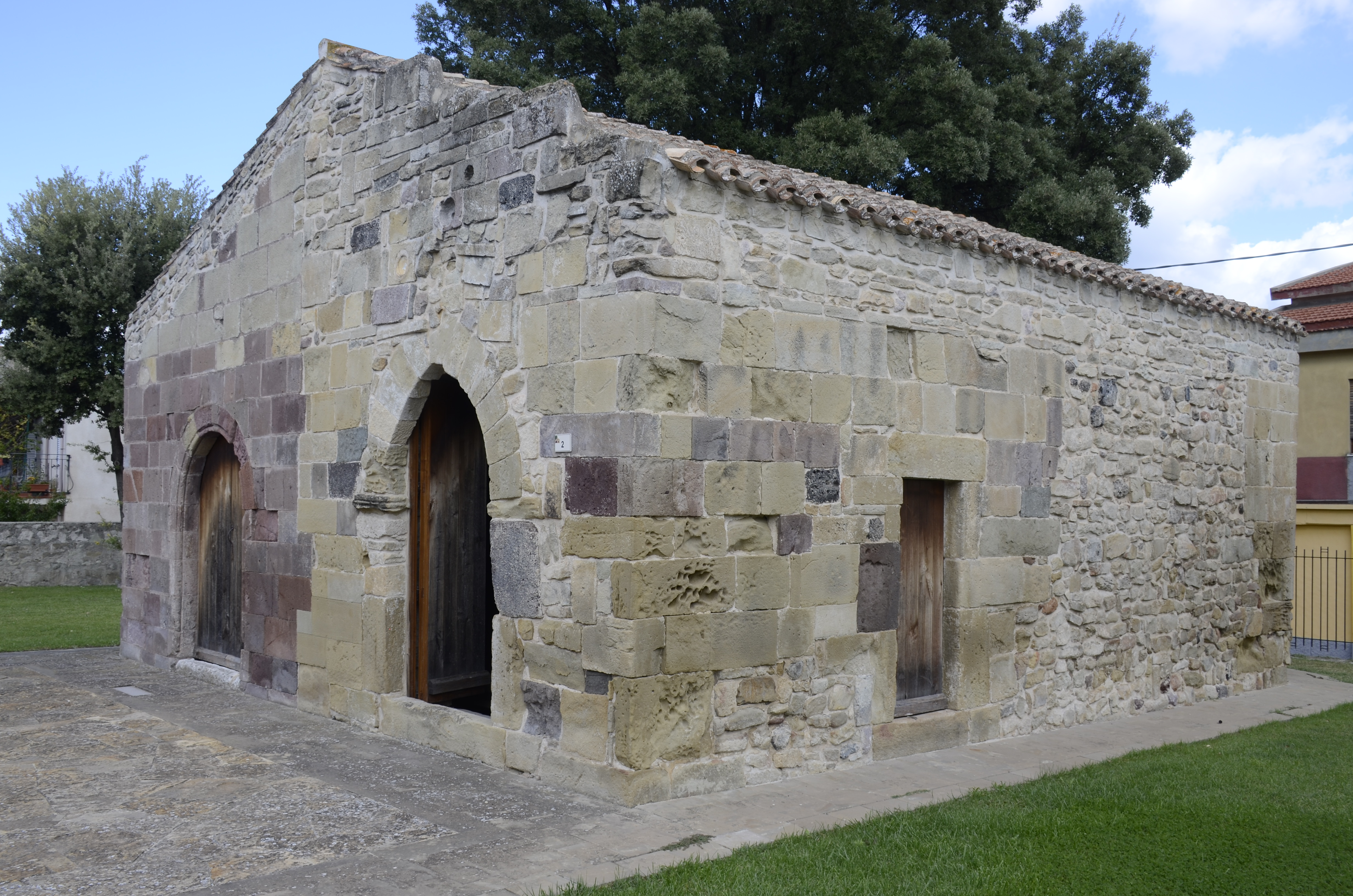
산 조반니 바티스타